# Charles-François-Jean-Baptiste Moreau de Commagny
Antoine-François-Jean Moreau, dit Charles-François-Jean-Baptiste Moreau de Commagny, né à Paris le 28 décembre 1783 et mort dans l'ancien 2e arrondissement de Paris le 2 juillet 1832, est un auteur dramatique, librettiste, poète et chansonnier français.

## Biographie
Fils de François-Jean Moreau, ancien professeur de mathématiques au collège de Juilly devenu traducteur d'anglais, Antoine Moreau fait ses études au Collège Mazarin puis entre à l'École de Droit de Paris avant d'entamer une carrière d'avocat qu'il quitte assez vite pour se consacrer au théâtre. Il devient également journaliste dans différents périodiques. C'est ainsi qu'il couvre, en tant que rédacteur à La Minerve, le Congrès d'Aix-la-Chapelle qui se déroule de septembre à novembre 1819.
Signant d'abord de son nom, il prend celui de Moreau de Commagny pour les pièces qu'il créé à partir de la Restauration. Pour une raison qu'on ignore, il use dès lors de différents prénoms qu'il substitue aux siens propres.
Ses pièces, qui sont signées de nombreuses manières ( A. Moreau, C.-A. Moreau, C.-F.-J.-B. Moreau, Eustache Lasticot ou simplement M ), sont représentées sur les grandes scènes parisiennes du XIXe siècle (Théâtre du Vaudeville, Théâtre du Palais-Royal, Gymnase dramatique, Théâtre des Variétés, etc.)
Après les Trois Glorieuses de juillet 1830, il se détourne définitivement du théâtre pour se consacrer à la politique. Nommé au Conseil d'État, Maître des Requêtes en service extraordinaire par Louis-Philippe, il meurt du choléra deux ans plus tard à l'âge de 49 ans.

## Œuvres
- Les Portraits au salon, ou le Mariage imprévu, comédie-vaudeville en 1 acte, avec Michel-Nicolas Balisson de Rougemont, 1801
- La Vaccine, folie-vaudeville en 1 acte et en prose, avec Dumersan, 1801
- Les Amours de la halle, vaudeville poissard en 1 acte, avec Charles Henrion, 1802
- Allons en Russie, vaudeville épisodique en 1 acte, avec Henrion, 1802
- Cassandre aveugle, ou le Concert d'Arlequin, comédie-parade en 1 acte, mêlée de vaudevilles, avec René de Chazet et Théophile Marion Dumersan, 1803
- Cassandre huissier, comédie-parade en 1 acte, mêlée de vaudevilles, avec Henrion, 1803
- Le Dansomane de la rue Quincampoix, ou le Bal interrompu, folie-vaudeville en 1 acte, avec Joseph Servières, 1804
- La Manie de l'indépendance, ou Scapin tout seul, monologue en prose, mêlé de vaudeville, avec Dumersan, 1804
- Ossian cadet, ou les Guimbardes, parodie des Bardes, vaudeville en 3 actes, avec Dupaty et Chazet, 1804
- Les Vélocifères, comédie parade en 1 acte, avec de Chazet et Dupaty, 1804
- Les Chevilles de Maître Adam menuisier de Nevers ou les Poètes artisans, avec Francis, 1805
- La Nouvelle Nouveauté, comédie épisodique en 1 acte, en prose, mêlée de vaudevilles, avec A.-M. Lafortelle, 1805
- Les Femmes colères, divertissement en 1 acte, en prose, mêlé de vaudevilles, avec Emmanuel Dupaty et Francis, 1805
- La Nuit d'auberge, comédie en 1 acte et en prose, mêlée de vaudevilles, 1806
- Monsieur Giraffe, ou La mort de l’ours blanc, vaudeville en 1 acte, avec Auguste-Mario Coster, René de Chazet, Marc-Antoine-Madeleine Désaugiers, Georges Duval, Francis d'Allarde, Jean-Toussaint Merle, André-Antoine Ravrio et Joseph Servières, théâtre des Variétés, 1806
- Gallet, ou le Chansonnier droguiste, comédie en 1 acte, en prose, mêlée de vaudevilles, avec Francis, 1806
- Voltaire chez Ninon, fait historique en 1 acte et en prose, mêlé de vaudevilles, avec A.-M. Lafortelle, 1806
- Une journée chez Bancelin, comédie en 1 acte, en prose, mêlée de vaudevilles, avec Francis, 1807
- Le Panorama de Momus, prologue d'inauguration, en prose et en vaudevilles, pour la nouvelle salle du Théâtre des Variétés, avec Francis et Désaugiers, 1807
- Les Bateliers du Niémen, vaudeville en 1 acte, en prose, avec Marc-Antoine-Madeleine Désaugiers et Francis, 1807
- Les Avant-postes du maréchal de Saxe, comédie en 1 acte et en prose, mêlée de vaudevilles, avec Henri-François Dumolard, 1808
- Poisson chez Colbert, comédie, avec Lafortelle, 1808
- Haine aux hommes, comédie en 1 acte, mêlée de vaudevilles, avec Francis, 1808
- Mincétoff, parodie de Menzikoff, avec Desaugiers et Francis, 1808
- Le Bouquet impromptu, offert à Mgr le prince archi-chancelier de l'Empire, le 24 juin 1808, jour de Saint-Jean, 1808
- Taconnet chez Ramponneau, ou le Réveillon de la courtille, comédie folie en 1 acte, en prose mêlée de couplets, avec Francis et Désaugiers, 1808
- Le Petit Courrier ou Comme les femmes se vengent, comédie en 2 actes, en prose, mêlée de vaudevilles, avec Jean-Nicolas Bouilly, 1809
- Madame Favart, comédie en 1 acte, en prose, mêlée de vaudevilles, avec Dumolard, 1809
- Un tour de Colalto, comédie en 1 acte, en prose, mêlée de vaudevilles, avec Dumolard, 1809
- Boileau à Auteuil, comédie en 1 acte et en prose, mêlée de vaudevilles, avec Francis, 1810
- Une visite à Saint-Cyr, 1810
- Relâche pour la répétition générale de Fernand Cortez, ou le Grand opéra en province, parodie en 1 acte, avec Rougemont et Merle, 1810
- Les Époux de trois jours, ou J'enlève ma femme, comédie en 2 actes, en prose, mêlée de vaudevilles, avec Ourry, 1810
- Les Sabotiers béarnais, ou la Faute d'orthographe, vaudeville en 1 acte, en prose, avec Chavagnac, 1810
- L'Exil de Rochester ou la Taverne, comédie anecdotique en 1 acte, en prose, mêlée de vaudevilles, avec Dumolard, 1811
- La Petite Gouvernante, comédie en 2 actes et en prose, mêlée de vaudevilles, avec Michel-Joseph Gentil de Chavagnac, 1811
- L'Anglais à Bagdad, comédie-anecdote en 1 acte, en prose, mêlée de vaudevilles, avec Maurice Ourry et Emmanuel Théaulon, 1812
- Jérusalem déshabillée, avec Ourry et Théaulon, 1812
- Paris volant, ou la Fabrique d'ailes, folie-épisodique en 1 acte, en prose et en vaudevilles, avec Ourry et Théaulon, 1812
- La Chevalière d'Éon, ou les Parieurs anglais, comédie en 1 acte, en prose, mêlée de vaudevilles, avec Ourry, 1812
- Le Château d'If, comédie en 1 acte et en vaudevilles, 1813
- Tout pour l'enseigne, ou la Manie du jour, vaudeville en 1 acte, avec Lafortelle, Nicolas Brazier et Merle, 1813
- Monsieur Crouton, ou l'Aspirant au salon, pièce grivoise en 1 acte, avec Lafortelle et Francis, 1814
- Le Voile d'Angleterre, ou la Revendeuse à la toilette, comédie-vaudeville en 1 acte, 1814
- 1815 : La Bouquetière anglaise, comédie-anecdote en 1 acte, en prose, mêlée de vaudevilles, avec Jean-Baptiste Dubois et Nicolas Brazier
- Le Cordier de Samarcande, ou Tout tient au bonheur, comédie en 1 acte, en prose, mêlée de couplets, avec Lafortelle, 1815
- Le Vaudeville en vendanges, petit à-propos villageois en 1 acte, mêlée de couplets, avec Désaugiers et Chavagnac, 1815
- Les Caméléons, comédie-vaudeville en 1 acte, en prose, avec Pierre-Jean de Béranger, 1816
- Les Visites bourgeoises, ou le Dehors et le dedans, petite esquisse d'un grand tableau, en 1 acte, mêlé de couplets, avec Désaugiers et Chavagnac, 1816
- Les Deux Gaspard, comédie-vaudeville, avec Pierre Capelle, 1817
- Les Deux Précepteurs, comédie-vaudeville, avec Scribe, 1817
- Baboukin, ou le Sérail en goguette, vaudeville en 1 acte, avec A.-M. Lafortelle et Jean-Toussaint Merle, 1818
- Il n'y a plus d'enfants, ou la Journée d'un pensionnat, tableau en vaudevilles, avec Pierre-Frédéric-Adolphe Carmouche et Henri Dupin, 1818
- L'Innocente et le Mirliton, vaudeville grivois en 1 acte, avec Carmouche et Gabriel de Lurieu, 1818
- Un second Théâtre-Français, ou le Kaléidoscope théâtral, revue en 1 acte, mêlée de couplets, avec Carmouche, Dupin et de Lurieu, 1818
- La Robe feuille-morte, pièce en 1 acte, mêlée de couplets, avec Jean-Baptiste Dubois, 1819
- Le Sac vert, pot pourri, ou Récit véridique du procès de la reine d'Angleterre, 1820
- Chansons et poésies diverses, 1820
- La Femme du sous-préfet, ou le Charlatan, comédie en 1 acte, en prose, mêlée de couplets, avec Sewrin, 1821
- Les Joueurs, ou la Hausse et la baisse, comédie en 1 acte, mêlée de couplets, avec Francis, 1821
- Scène ajoutée au Boulevard Bonne-Nouvelle pour l'anniversaire de la naissance de Molière, avec Mélesville et Scribe, 1821
- Le Comédien d'Étampes, avec Charles-Augustin Sewrin, 1822
- Le Garde-moulin, comédie-vaudeville, avec Sewrin, 1822
- Kabri le sabotier, ou les Chiquenaudes, comédie-féerie en 1 acte, mêlée de couplets, avec Sewrin, 1822
- Mémoires historiques et littéraires sur F.-J. Talma, 1827
- Masaniello, drame historique en 4 actes, avec Lafortelle, 1827
- Le Boulevard Bonne-Nouvelle, prologue en vaudeville, avec Mélesville et Eugène Scribe, 1829
- La Grisette mariée, comédie vaudeville en 2 actes, avec Armand d'Artois et Émile Vanderburch, 1829
- L'Auberge d'Auray, drame lyrique en 1 acte, avec Jean-Baptiste-Rose-Bonaventure Violet d'Épagny, Ferdinand Hérold et Michele Carafa, 1830
- Philibert marié, comédie-vaudeville en un acte, avec Scribe, 1830
- La Langue musicale, opéra-comique en 1 acte, avec Gabriel de Lurieu, 1831
- Un mois de fidélité, avec Achille d'Artois, posthume, 1835
- La Tante Loriot, vaudeville en un acte, avec Alfred Delacour, non daté